# Pterolophia tubericollis
Pterolophia tubericollis là một loài bọ cánh cứng trong họ Cerambycidae.